# Beriu
Beriu is een Roemeense gemeente in het district Hunedoara.
Beriu telt 3196 inwoners.